# Karel Picmaus
Karel Picmaus (* 9. září 1943, Třebíč) je český pilot. Je jednou z oceněných osobností v seznamu 100 osobností československého létání 1918–2018. V květnu roku 2020 bylo oznámeno, že Karel Picmaus obdrží v listopadu téhož roku medaili Kraje Vysočina. V červnu roku 2021 proběhlo opožděné předání, kdy obdržel Skleněnou medaili Kraje Vysočina.

## Biografie
Pilotem chtěl být od šesti let, následně se dostal do tzv. Svazarmu v Křižanově, kdy tak mohl začít létat. Vystudoval základní školu v Třebíči, následně se vyučil frézařem v Západomoravských strojírnách, po vyučení odmaturoval na Střední průmyslové škole strojnické. Nastoupil na základní vojenskou službu do Košic, kde se začal více zajímat o letectví. Po návratu do Třebíče začal pracovat jako frézař v Západomoravských strojírnách, později také jako zapletač pletacích strojů. Roku 1972 pak přešel do SlovAiru Bratislava, kde pracoval jako profesionální pilot. Pracoval jako profesionální pilot ve váze do 5700 kg s obchodní licencí. Létal více než 36 let, profesně létal od roku 1972.
Později se stal držitelem rekordu v počtu letů, vzlétl téměř 105tisíckrát. Rekord je evidován v Pelhřimovském muzeu rekordů a kuriozit, kdy dle dokumentace od 23. dubna 1961 do roku 2008 nalétal 12 129 letových hodin. Byl dislokován ve Štítarech, kde létal primárně s práškovacím letadlem pro zemědělství. V 90. letech 20. století byl jedním ze zakladatelů Západomoravského aeroklubu v Třebíči. Jako pilot s licencí obchodního pilota pracoval do roku 2008.

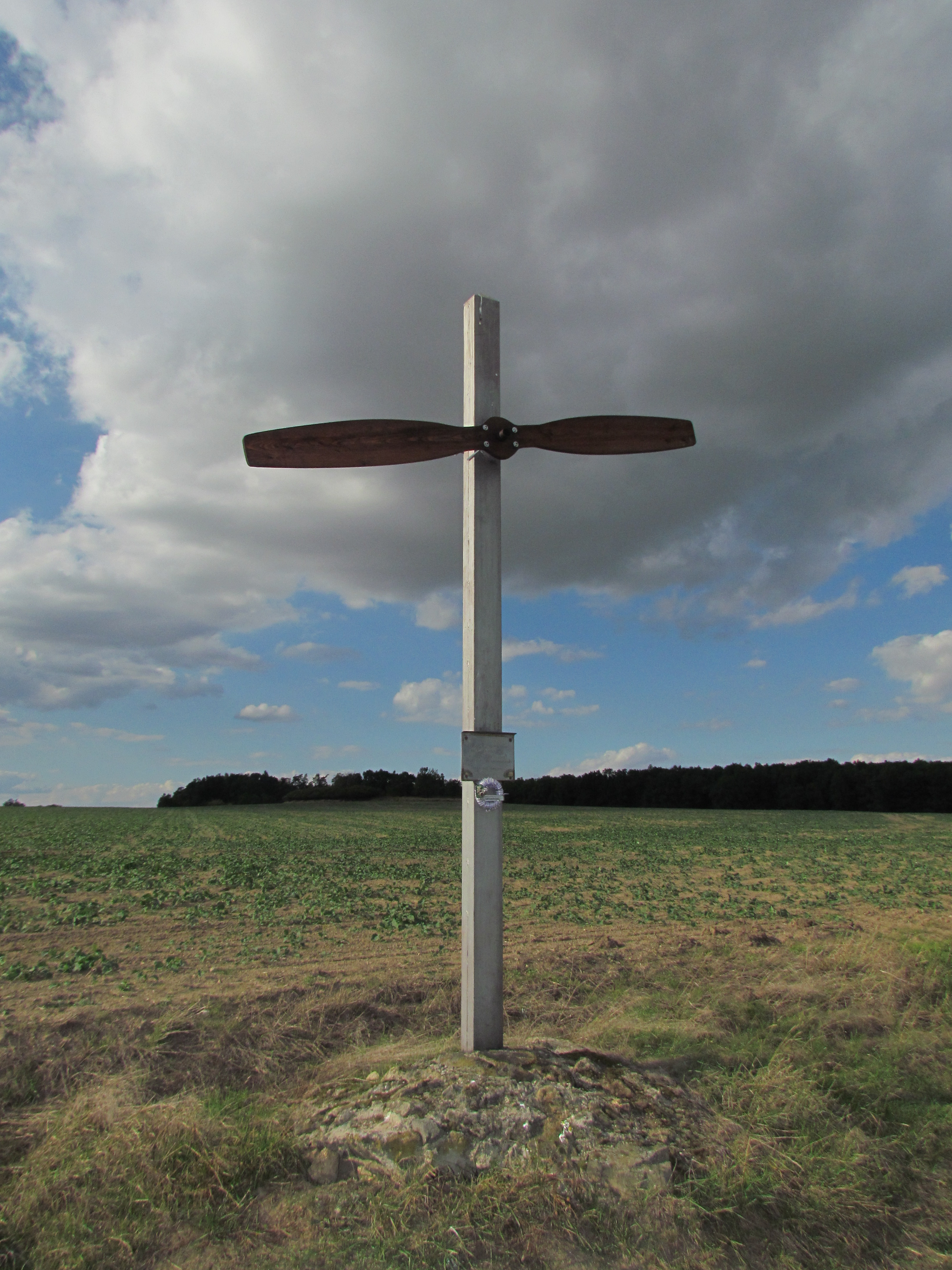
Pamětní kříž Jiřímu Hronovskému u Hostimi.

Létal primárně na tzv. čmelácích, tj. zpočátku na Z-37 A (Zlín 37), následně na tzv. turbočmeláku nebo také AN-Z. Po odchodu do důchodu létá s ultralightem značky Fox s názvem Lucky Charlíe. Byl iniciátorem stavby pomníku s vrtulí nedaleko Hostimi, kde zahynul pilot čmeláku a přítel Karla Picmause Jiří Hronovský. V roce 2018 bylo jeho jméno spolu s dalšími oceněnými umístěno na pamětní desku v Leteckém muzeu Metoděje Vlacha v Mladé Boleslavi. Obdržel Stříbrný plachtařský odznak FAI. V Muzeu Vysočiny Třebíč prováděl komentované prohlídky výstavy nazvané Vzduch je naše moře, která se zabývala letectvím v Třebíči.